# Lomariopsis pollicina
Lomariopsis pollicina är en ormbunkeart som beskrevs av Willem. och Oskar Kuhn. Lomariopsis pollicina ingår i släktet Lomariopsis och familjen Lomariopsidaceae. Inga underarter finns listade.